# Dorval Melquíades de Sousa
Dorval Melchíades de Sousa (Desterro, 29 de novembro de 1869 — Rio de Janeiro, 30 de julho de 1940) foi um militar e político brasileiro.
Filho de Cândido Melchíades de Sousa e Rosa Amélia de Sousa.
Foi reformado como contra-almirante.
Assumiu a prefeitura de Florianópolis diversas vezes.
Foi deputado à Assembleia Legislativa de Santa Catarina na 1ª legislatura (1892 — 1894), na 4ª legislatura (1901 — 1903), na 5ª legislatura (1904 — 1906), na 6ª legislatura (1907 — 1909), na 7ª legislatura (1910 — 1912), na 8ª legislatura (1913 — 1915), na 9ª legislatura (1916 — 1918), na 12ª legislatura (1925 — 1927), e na 13ª legislatura (1928 — 1930).